# Heinz Neumann (homme politique)
Heinz Neumann (né le 6 juillet 1902 à Berlin, mort le 26 novembre 1937 en Union soviétique) est un homme politique allemand communiste.

## Biographie
Issu d'une famille de la classe moyenne, Heinz Neumann découvre le marxisme alors qu'il est étudiant en philologie, il est accepté dans le KPD par le secrétaire général Ernst Reuter en 1920 et d'abord accompagné par August Thalheimer. À partir de 1921, Neumann écrit des articles de fond pour des organes du KPD et devient rédacteur en chef de Die Rote Fahne en 1922 après avoir abandonné ses études. Au cours d'un séjour en prison de six mois, il apprend le russe, de sorte qu'à la fin de 1922, lors d'un voyage en Union soviétique, il peut parler sans interprète aux responsables du parti soviétique, dont Staline, avec qui Neumann travaille étroitement jusqu'en 1932.
Appartenant initialement à l'aile gauche autour de Ruth Fischer, il s'allie en 1923 avec Arthur Ewert et Gerhart Eisler et devient leader politique dans le district du parti de Mecklembourg. Après l'insurrection de Hambourg, Neumann s'enfuit à Vienne en 1924 et est expulsé de là vers l'Union soviétique en 1925, il remplace Iwan Katz en tant que représentant du KPD à l'Internationale communiste la même année. De Moscou, Neumann joue un rôle important jusqu'en 1927 dans le processus de « bolchevisation » et dans le remplacement de Ruth Fischer et Arkadi Maslow à la direction du parti, ce qui met le KPD sous le contrôle de Staline et du Comité central du parti. De juillet à décembre 1927, il représente le Komintern en Chine. Avec le communiste géorgien Vissarion Lominadze, il organise le soulèvement à Canton le 11 décembre 1927, au cours duquel environ 25 000 communistes sont tués.
En 1928, Neumann retourne en Allemagne et depuis l'élimination des « conciliateurs » dans le cadre de l'affaire Wittorf, aux côtés d'Ernst Thälmann et de Hermann Remmele, il est le théoricien le plus important du KPD et revient à la tête du Rote Fahne. En tant qu'idéologue en chef, Neumann est responsable de la ligne d'extrême gauche du parti (RGO (de) et politique du fascisme social), mais en même temps il préconise une lutte contre les nazis et invente la formule du KPD « Frappez les fascistes, là où vous les rencontrez ! » Kurt Tucholsky la détourne : « Embrassez les fascistes, là où vous les rencontrez ! ».
Élu au Reichstag en 1930, Neumann commence à développer des différends avec Staline et Thälmann à partir de 1931, car, à ses yeux, ils sous-estiment le danger de l'arrivée au pouvoir du NSDAP. Dans les conflits de factions qui suivent, il est battu en avril 1932 et est démis de ses fonctions en octobre 1932 et perd son siège au Reichstag en novembre 1932.
En août 1931, il est, avec Hans Kippenberger, le principal commanditaire de l'assassinat des policiers Paul Anlauf et Franz Lenck en 1931. Sa compagne Margarete Buber-Neumann niera que Neumann fût impliqué dans ces meurtres politiques : « Heinz Neumann était un opposant à la terreur individuelle et n'avait rien à voir avec l'appareil de terreur du KPD ».
Neumann figure sur la première liste d'expatriation du Troisième Reich en 1933. Il est d'abord transféré en Espagne comme émissaire du Komitern en août 1933. Vivant illégalement en Suisse, il doit pratiquer une autocritique en janvier 1934 en réponse à l'accusation d'avoir tenté de diviser le parti avec Remmele. Arrêté par la police suisse de l'immigration à Zurich fin 1934, il est emprisonné pendant six mois et expulsé en 1935 vers l'Union soviétique. C'est alors les Grandes Purges, il est arrêté le 27 avril 1937 dans le cadre de l'opération allemande du NKVD et condamné à mort par le collège militaire de la Cour suprême de l'Union soviétique le 26 novembre 1937 et abattu dans la même journée.
Après sa disparition, sa compagne Margarete Buber-Neumann est arrêtée, mise dans un goulag et extradée vers l'Allemagne nazie par les autorités soviétiques en 1940.